# Banket častnikov čete milice sv. Jurija leta 1616
Banket častnikov čete milice sv. Jurija leta 1616 se nanaša na prvo od več velikih schutterstukkenov, ki jih je naslikal nizozemski slikar Frans Hals za civilno stražo sv. Jurija (ali sv. Jorisa) v Haarlemu in danes velja za eno od glavne znamenitosti muzeja Fransa Halsa v Haarlemu.

## Pod vplivom Cornelisa van Haarlema
Hals je bil v svojih tridesetih, ko je naslikal ta del, in še zdaleč ni bil uveljavljen kot portretist. Zaradi varnosti je večino svoje zasnove zasnoval na sliki svojega predhodnika, Cornelisa van Haarlema, ki je leta 1599 naslikal isto četo milice.
Ob skoraj nemogoči nalogi, namreč dokončati svojo nalogo, a hkrati dodati gledališke elemente, je Hals gotovo porabil veliko časa za presojanje politike skupine. Te može je dobro poznal, saj je v letih 1612–1615 sam služil v milici St. Joris. V svoji sliki nakazuje politično pozicijo vsakega človeka v skupini in vsakemu uspe podati značilen portret. V delu Cornelisa van Haarlema se figure zdijo stisnjene v tesen prostor, portreti pa so togi in formalni. V Halsovi skupini je podana iluzija prostora in sproščenega pogovora.
Častnike je izbral svet Haarlema za tri leta in ta skupina je pravkar končala svoj mandat in svoj konec službe proslavila s portretom. Moški z oranžnim pasom vodi mizo, drugi poveljnik pa je na njegovi desni. Trije praporščaki stojijo in služabnik nosi krožnik.

## Velika slika na platnu
Predstavljeni možje so od leve proti desni prošt Johan van Napels, polkovnik Hendrick van Berckenrode (z oranžnim pasom), stotnik Jacob Laurensz, praporščak Jacob Cornelisz Schout (drži zastavo), stotnik Vechter Jansz van Teffelen, poročnik Cornelis Jacobsz Schout, poročnik Hugo Mattheusz Steyn, služabnik (stoji zadaj), praporščak Gerrit Cornelisz Vlasman in praporščak Boudewijn van Offenberg. V ospredju pred mizo sedita stotnik Nicolaes Woutersz van der Meer in poročnik Pieter Adriaensz Verbeek.
Poleg tega, da prikazuje moške in skupinsko dinamiko, ta slika prikazuje haarlemski prt iz damasta, brokatne blazine na stolih in helebarde, ki visijo na steni. Prikazuje tudi Halsov talent kot slikarja: portret, tihožitje in pokrajina.

## St. Jorisdoelen
Slika je bila morda naslikana na kraju samem, saj je Frans Hals živel v Peuzelaarsteegu zelo blizu poveljstva milice sv. Jurija (St. Jorisdoelen), ki je naročilo sliko, in upravljanje s platnom te velikosti v studiu bi bilo lahko težava. Kot uradni umetniški restavrator, zaposlen pri mestnem svetu, je Hals tam verjetno že delal tudi slike. V tem prostoru je bil prej ženski samostan, imenovan St. Michielsklooster, in potem ko je bila stara dvorana leta 1577 prenovljena za namestitev milice sv. Jorisa, je bila leta 1592 na severnem koncu zgrajena nova dvorana v renesančnem slogu. Slike Halsa in Cornelisa van Haarlema so visele v renesančni stavbi na vogalu Grote Houtstraat. Danes restavracija, okna gledajo na vrt Proveniershuis, toda v 17. stoletju je bilo to območje uporabljeno za vadbo tarč.

## Zapuščina
Halsova slika je bila velik uspeh, saj je dobil več dodatnih naročil za portrete subjektov in njihovih sorodnikov, prav tako pa je dobil naročilo za ponovno slikanje skupinskega portreta te milice leta 1627 in 1639. V kasnejših letih je bila slika vidna obiskovalci Haarlema, saj je ostala viseti v prvotni stavbi, potem ko je postala gostilna. Gostilna je predstavljena na zemljevidu Haarlema Romeyna de Hoogheja iz leta 1688, ki prikazuje vrata s kipom sv. Jurija, ki ubija zmaja, kot tiho pričo prejšnjega namena stavbe.
Banket častnikov čete milice sv. Jurija leta 1616 se pojavi na steni restavracije v filmu Petra Greenawaya iz leta 1989 The Cook, the Thief, His Wife & Her Lover.